# Montefalcone
Montefalcone este o arie protejată (arie de protecție specială avifaunistică — SPA) din Italia întinsă pe o suprafață de 510 ha, integral pe uscat.

## Localizare
Centrul sitului Montefalcone este situat la coordonatele 43°44′37″N 10°43′23″E / 43.743488°N 10.723098°E.

## Înființare
Situl Montefalcone a fost declarat arie de protecție specială avifaunistică în decembrie 1998 pentru a proteja 7 specii de animale.

## Biodiversitate
Situată în ecoregiunea mediteraneană, aria protejată conține 5 habitate naturale: Pajiști uscate europene, Lacuri eutrofice naturale cu vegetație de tip Magnopotamion sau Hydrocharition, Păduri de stejar sau de stejar și carpen sub-atlantice și medio-europene de Carpinion betuli, Păduri panonice-balcanice de stejar turcesc - stejar sesil, Păduri aluvionare cu Alnus glutinosa și Fraxinus excelsior (Alno-Padion, Alnion incanae, Salicion albae).
La baza desemnării sitului se află mai multe specii protejate de  păsări (7): pescăruș albastru (Alcedo atthis), rață pitică (Anas crecca), rață mare (Anas platyrhynchos), caprimulg (Caprimulgus europaeus), sfrâncioc roșiatic (Lanius collurio), ciuf-pitic (Otus scops), Phalacrocorax carbo sinensis
Pe lângă speciile protejate, pe teritoriul sitului au mai fost identificate 1 specie de păsări.